# Патриотическая партия Арубы
Патриотическая партия Арубы (нидерл. Arubaanse Patriottische Partij, папьям. Partido Patriotico di Aruba) — официально зарегистрированная левоцентристская политическая партия, одна из старейших на Арубе (сформирована на учредительном съезде 23 октября 1949 года).

## История
Партия была основана 23 октября 1949 года, после того, как левое крыло покинуло Народную партию Арубы, а его лидер Хуанчо Ираскин утвердил курс на создание собственной партии. Основной причиной такого решения стала дестабилизация политики Арубы, когда распределение парламентских мест Нидерландских Антильских Островов с равной пропорцией 8 к 8, было сорвано из-за временной договорённости по островам. Слабая реакция НПА, а также их низкое желание как-либо возразить привело сначала к расколу, а потом и уже к окончательному отделению левого крыла партии.
Из-за того, что НПА и ППА были ранее частями одной партии, обе имели одну и ту же политическую программу. Так, ППА стала первой партией Арубы, ориентированной на социал-демократию, а также активно выступала за автономизацию Арубы от Нидерландов. Формально партия была зарегистрирована только 8 августа 1950 года.
Благодаря своей популистской политике, а также широких мерах по поддержке населения, ППА быстро набирала сторонников и стала крупнейшей партией на период с 1955 по 1975 года. Так, на фоне роста популярности в 1968 году была основана полноценная молодёжная организация партии — «Hubentud Patriotico Arubano», а также активно публиковалась ежемесячная партийная газета «Vanguardia» и было создано женское крыло ППА.
В рамках деятельности женского крыла партии, а также продвижения женщин в политике, под покровительством ППА, в совет Арубы была избрана первая женщина-политик острова Мария Ираускин-Вайкберг.
С 2005 года партия не может переступить избирательный порог и является де-факто внепарламентской оппозицией.